# شنل (فیلم ۱۹۲۶)
«شنل» (روسی: Шинель) فیلمی از گریگوری کوزینتسف و لئونید تراوبرگ محصول ۱۹۲۶ است که بر پایه داستان مشهور شنل اثر نیکلای گوگول ساخته شد. از بازیگران آن می‌توان به آندری کوستریچکین و سرگئی گراسیموف اشاره کرد.